# LOUD∞OUT FEST
LOUD∞OUT FEST（ラウドアウト・フェスト）は、日本のヘヴィメタルバンドLOUDNESSと日本のスラッシュメタルバンドOUTRAGEが共同イベントとして開催したロック・フェスティバルである。2015年に始まり、3年連続で開催された。

## 概要
1981年結成のLOUDNESS、1982年結成のOUTRAGEは、長年日本のHM/HRシーンを牽引し続けてきたレジェンドバンドと呼ばれる存在で、2015年開催時には「世代を超えた一夜限りのこの饗宴」とされた。初回は、この2バンドの共演自体が初ということもあり大盛況で、翌年に第2回が開催され映像作品（DVD）も発売された。2018年は、主催が同じLOUD PARK同様開催されていない。

## 2015年
- 日程：2015年5月2日
- 時間：16：45～
- 会場：東京 新木場STUDIO COAST
- チケット（1ドリンク別、税込）
  - 6,900円(1階立見)、7,900円(指定席)、9,600円（VIPチケット※スペシャルラミネートパス付(休憩スペース付専用観覧エリア))
  - 未就学児(6歳未満)入場不可
- 主催：bayfm
- 企画・制作：KATANA MUSIC KK、Live Power Creative、クリエイティブマン
- Opening Act：HER NAME IN BLOOD
- Special Guest：Sads
- 出演：LOUDNESS、OUTRAGE

## 2016年
- 日程：2016年5月1日
- 時間：16：45～
- 会場：東京 新木場STUDIO COAST
- チケット（1ドリンク別、税込）
  - 8,000円(1階立見)、9,000円(指定席)、12,000円（VIPチケット※スペシャルラミネートパス(専用観覧エリア）とグッズ付)
  - 未就学児(6歳未満)入場不可
- 主催：クリエイティブマン
- 企画・制作：KATANA MUSIC KK、Live Power Creative、クリエイティブマン プロダクション
- 協力：ユニバーサル ミュージック
- Opening Act：LOST SOCIETY
- Special Guest：ANTHEM
- 出演：LOUDNESS、OUTRAGE
- DVD：LOUD ∞ OUT FEST 2016（2016/09/28、ユニバーサル ミュージック、UIBN-1005）[3]

## 2017年
- 日程：2016年5月4日、5月6日
- 時間：16：45～
- 会場：大阪なんばHATCH、東京 新木場STUDIO COAST
- 大阪チケット（1ドリンク別、税込）
  - 7,500円(1階立見)、9,000円(2階指定席)、8,500円（1F後方指定席）
  - 未就学児(6歳未満)入場不可
- 東京チケット（1ドリンク別、税込）
  - 8,000円(1階立見）、8,500円(指定席)、12,000円（VIPチケット※スペシャルラミネートパス(専用観覧エリア）とグッズ付）
  - 未就学児(6歳未満)入場不可
- 主催：クリエイティブマン
- 企画・制作：KATANA MUSIC KK、Live Power Creative、クリエイティブマン プロダクション
- 協力：ユニバーサル ミュージック
- Opening Act：GYZE（東京のみ）
- Special Guest：GALNERYUS
- 出演：LOUDNESS、OUTRAGE
- DJ：増田勇一